# Cartoon Express
Cartoon Express was een programma van RTL 4 dat werd uitgezonden van september 1993 tot augustus 1999. Het programma kwam bij RTL 4 omdat het programma Telekids enkel nog op zaterdag zou uitzenden en een nieuwe formule zou gebruiken. Alle cartoons werden in het programma Cartoon Express gestopt. Anniko van Santen nam de presentatie op zich.

## Uitzendingen
In 1993 en 1994 zond de Cartoon Express vanuit een studio uit. Anniko van Santen behandelde brieven van de kijkers en kondigde van daaruit de tekenfilms aan. Vanaf 1995 ging de Cartoon Express de wereld over. Men bezocht diverse plekken op de wereld. Anniko liet dan aan de kijkers zien hoe men in een ander land leefde. Na een maand vertrok ze dan weer naar het volgende land. Vanaf 1996 ging de Cartoon Express in eigen land "on tour", en bezocht men diverse scholen.

## Goede doelen
Net als Telekids werkte ook de Cartoon Express mee aan acties voor goede doelen. Vaak ging dit samen met Telekids. Veel van deze acties draaiden rondom het Wereld Natuur Fonds. 

## Series die uitgezonden werden
- Animaniacs
- Are you afraid of the Dark?
- Batman
- Cadichon
- Captain N: The Game Master
- Captain Planet
- C.O.P.S.
- De Smurfen
- Defenders of the Earth
- Dino Riders
- Free Willy
- G.I. Joe (tekenfilm)
- Goosebumps (Kippenvel)
- He-Man
- Lucky Luke
- Maple Town
- M.A.S.K.
- Pinky and the Brain
- Reboot
- Samurai Pizza Cats
- Suske & Wiske
- The Super Mario Bros. Super Show!
- Teenage Mutant Ninja Turtles
- Transformers
- VR Troopers